# 카를로스 루이스
카를로스 움베르토 루이스 구티에레스(스페인어: Carlos Humberto Ruiz Gutiérrez, 1979년 9월 15일 ~ )는 과테말라의 은퇴한 축구 선수로 엘 페스카디토(스페인어: El Pescadito, 작은 물고기)라고도 불린 과테말라의 전설적 선수이며 과테말라 선수들 중 최다 국제 A매치 출장수 및 최다 득점 기록을 보유하고 있다.

## 선수 시절

### 클럽
1995년 자국 리그인 과테말라 리가 나시오날의 CSD 무니시팔에서 데뷔하여 그리스 수페르리가 엘라다의 PAS 야니나에서 임대 선수로 활동한 2001년을 제외하고 2002년까지 무니시팔의 핵심 공격수로 활약하며 리그 3회 우승(2000 클라우수라, 2000 아페르투라, 2002 클라우수라) 및 3회 준우승(1998-99, 1999 아페르투라, 2002 아페르투라), 1996-97 코파 데 과테말라 준우승, 1998-99 코파 데 과테말라 우승, 1998년 코파 인테르클루베스 UNCAF 준우승, 2001년 코파 인테르클루베스 UNCAF 우승 등에 공헌했다.
그 후 2002 시즌부터 2004 시즌까지 미국 메이저 리그 사커의 로스앤젤레스 갤럭시 소속으로 공식전 83경기 61골을 터뜨리며 2002 시즌 MLS컵 우승, 2004 시즌 MLS컵 4강 등에 기여했고 특히 2002 시즌에서는 리그 26경기 24골로 득점왕에 오르며 "랜던 도너번 어워드"의 주인공이 되었으며 2003 시즌에는 MLS 올스타에도 선정되었다.
그리고 2005 시즌부터 2007 시즌까지 같은 리그의 FC 댈러스 소속으로 공식전 74경기 36골을 터뜨리면서 US 오픈컵 2회 준우승(2005, 2007)에 기여했고 2008 시즌에는 로스앤젤레스 갤럭시와 토론토 FC에서 활동했으나 15경기 1골에 그친 뒤 2009 시즌에는 파라과이 프리메라 디비시온의 클루브 올림피아 소속으로 18경기 10골을 터뜨리며 2009 토르네오 아페르투라 4위의 성적을 이끌었다.
이후 2009-10 시즌에는 멕시코 리가 MX의 푸에블라 FC에서 공식전 37경기 11골을 터뜨렸고 2010-11 시즌에는 그리스 수페르리가 엘라다의 아리스 테살로니키에서 25경기 4골을 기록했으며 2011 시즌에는 미국 MLS의 필라델피아 유니언 소속으로 14경기 6골을 터뜨리는 노익장을 과시하며 팀의 MLS컵 8강 진출을 이끌었다.
그 뒤 2011-12 시즌에는 멕시코 리가 데 엑스판시온의 CD 베라크루스에서 23경기 10골을 터뜨렸고 2013 시즌에는 미국 MLS의 DC 유나이티드 소속으로 공식전 14경기에 출전했지만 단 1골도 기록하지 못한 채 실패를 맛보다가 이후 2013-14 시즌 중반 무렵 CSD 무니시팔 이적을 통해 12년만에 고국 리그로 복귀하여 2015-16 시즌까지 공식전 76경기 44골을 터뜨리는 괴력을 발휘하며 2013 토르네오 아페르투라 4강, 2014 토르네오 클라우수라 준우승, 2014 토르네오 아페르투라 준우승, 2015 토르네오 클라우수라 준우승, 2016 토르네오 클라우수라 4강 진출 등의 성과를 이끌어냈다.
이후 2016년 9월 FC 댈러스 이적을 통해 MLS에 잠시 복귀하여 시애틀 사운더스와의 2016 시즌 MLS컵 8강 2경기에 출전했으며 2016 시즌 종료 후 21년간의 프로 선수 생활을 마감했다.

### 국가대표팀
1998년 11월 11일 멕시코와의 친선 경기를 통해 국제 A매치 데뷔전을 치렀으며 엘살바도르와의 1999년 UNCAF 네이션스컵 결선리그 2차전에서 A매치 데뷔골을 터뜨리며 이 대회 준우승 및 2000년 CONCACAF 골드컵 본선 진출에 일조했고 니카라과와의 2003년 UNCAF 네이션스컵 결선리그 2차전에서는 해트트릭을 작성하며 팀의 준우승 및 2003년 CONCACAF 골드컵 본선행을 이끌었다. 
이후 2018년 FIFA 월드컵 북중미카리브 지역 예선에서 무려 9골로 최다 득점상을 수상하며 팀을 4차 예선까지 끌어올리는 등 FIFA 월드컵 북중미카리브 지역 예선에서만 무려 39골을 터뜨리는 진기록을 남겼고 A매치 133경기 68골의 기록을 남긴 후 2016년 대표팀에서 은퇴를 선언했다.

## 수상

### CSD 무니시팔
- 리그 우승 (2): 2000 클라우수라, 2002 클라우수라

### 로스앤젤레스 갤럭시
- 우승 (1): 2002

### 개인
- 메이저 리그 사커 MVP: 2002
- MLS 컵 MVP: 2002
- MLS 골든 부츠 (24 골): 2002
- MLS 골든 부츠 (공동 수상) (15 골): 2003
- MLS 올 스타 MVP: 2003

## 같이 보기
- A매치 100경기 이상 출전한 축구 선수 명단